# Деттінген-ан-дер-Іллер
Деттінген (нім. Dettingen) — громада в Німеччині, знаходиться в землі Баден-Вюртемберг. Підпорядковується адміністративному округу Тюбінген. Входить до складу району Біберах.
Площа — 11,14 км2. Населення становить 2579 ос. (станом на 31 грудня 2020).